# Bäckagården, Marbäck
Bäckagården är en före detta gästgivaregård belägen vid Ulricehamnsvägen 54 i Marbäck i Ulricehamns kommun. Byggnaden, som uppfördes i början av 1800-talet, är byggnadsminne sedan den 10 maj 1968.

## Historia
Bäckagården har varit gästgiveri från 1600-talet och fram till 1880. Den nuvarande byggnaden, ett rödfärgat och panelat tvåvåningshus under sadeltak, uppfördes vid början av 1800-talet. Det består av två sammanbyggda hus, varav det ena kan vara äldre. Huset, som var bebott till 1917, restaurerades i början av 2000-talet på initiativ av släktföreningen Björkman från Marbäck. Medlemmar av denna släkt har ägt och bebott gården sedan 1682.
Sedan 1964 tillhör Bäckagården släktföreningen Björkman.

## Beskrivning
Bäckagården är ett före detta gästgiveri från 1600-talet belägen vid gamla landsvägen genom Marbäck. Byggnadsminnet består av den nuvarande byggnaden, ett rödfärgat och panelat tvåvåningshus under sadeltak, från början av 1800-talet. Huset har två förstugor och två förstukvistar mot vägen. Värt att nämna är bostadshuset nordväst om Bäckagården, på andra sidan vägen, detta har också fungerat som gästgiveri och har också inrymt ett häkte.